# Segredo de Fátima

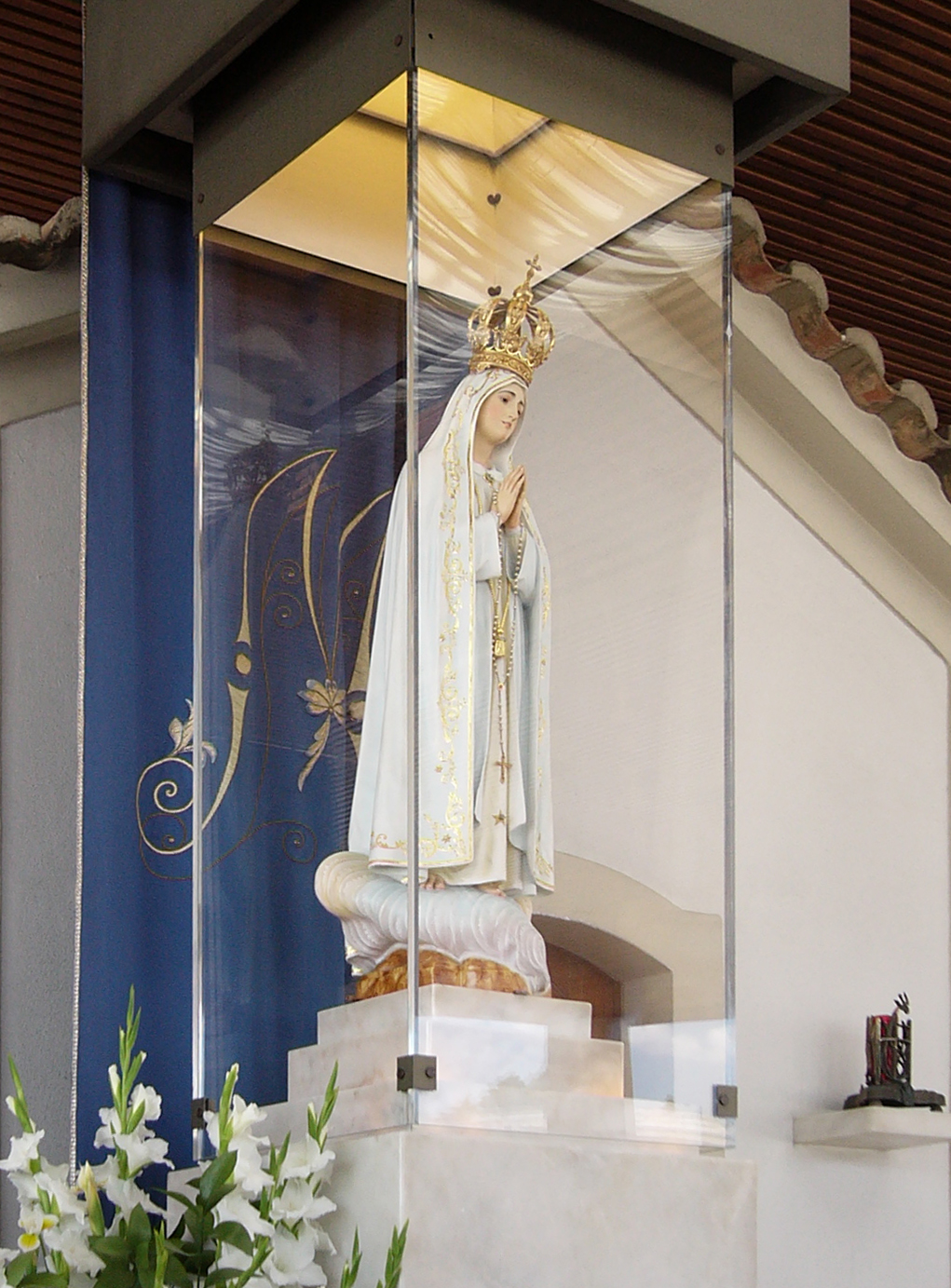
A imagem de Nossa Senhora na Capelinha das Aparições em Fátima.

Segredo de Fátima é a expressão atribuída a um conjunto de revelações apresentadas por Nossa Senhora a três crianças portuguesas, Lúcia dos Santos (de 10 anos), Francisco Marto (de 9 anos) e Jacinta Marto (de 7 anos), mais conhecidos como "os três pastorinhos de Fátima", no dia 13 de julho de 1917 no lugar da Cova da Iria (onde atualmente se situa a Capelinha das Aparições do Santuário de Fátima). De maio a outubro de 1917, as três crianças afirmaram ter testemunhado aparições de "uma Senhora mais brilhante do que o Sol", a qual se terá apresentado a 13 de outubro como sendo Nossa Senhora do Rosário, e que é hoje devotada nacional e internacionalmente sob o título mariano de Nossa Senhora de Fátima.

## Segredo
Segundo a Irmã Lúcia, que mais tarde se fizera freira da Ordem das Carmelitas Descalças, Nossa Senhora, a 13 de julho de 1917, terá revelado um segredo, constituído por três partes, de caráter profético. As duas primeiras partes foram reveladas em 1941 num documento escrito por Lúcia. A terceira parte foi escrita por Lúcia em 3 de janeiro de 1944, por ordem do bispo de Leiria, e revelada em 2000.

### Primeira parte
A primeira parte é a visão do Inferno:
Nossa Senhora mostrou-nos um grande mar de fogo que parecia estar debaixo da terra. Mergulhados neste fogo os demónios e as almas, como se fossem brasas transparentes e negras ou bronzeadas com forma humana, que flutuavam no incêndio levadas pelas chamas que delas mesmas saíam, juntamente com nuvens de fumo, caindo para todos os lados, semelhante ao cair das fagulhas em os grandes incêndios, sem peso nem equilíbrio, entre gritos e gemidos de dor e desespero que horrorizava e fazia estremecer de pavor. Os demónios distinguiam-se por formas horríveis e asquerosas de animais espantosos e desconhecidos, mas transparentes e negros. Esta vista foi um momento, e graças à nossa boa Mãe do Céu, que antes nos tinha prevenido com a promessa de nos levar para o Céu (na primeira aparição)! Se assim não fosse, creio que teríamos morrido de susto e pavor.

### Segunda parte
A segunda parte é a devoção ao Imaculado Coração de Maria e a conversão da Rússia:
Em seguida, levantamos os olhos para Nossa Senhora que nos disse com bondade e tristeza:
Vistes o Inferno, para onde vão as almas dos pobres pecadores. Para as salvar, Deus quer estabelecer no mundo a devoção a meu Imaculado Coração. Se fizerem o que eu disser salvar-se-ão muitas almas e terão paz. A guerra vai acabar, mas se não deixarem de ofender a Deus, no reinado de Pio XI começará outra pior. Quando virdes uma noite, alumiada por uma luz desconhecida, sabei que é o grande sinal que Deus vos dá de que vai punir o mundo pelos seus crimes, por meio da guerra, da fome e de perseguições à Igreja e ao Santo Padre. Para a impedir virei pedir a consagração da Rússia a meu Imaculado Coração e a Comunhão Reparadora nos Primeiros Sábados. Se atenderem a meus pedidos, a Rússia se converterá e terão paz, se não, espalhará seus erros pelo mundo, promovendo guerras e perseguições à Igreja, os bons serão martirizados, o Santo Padre terá muito que sofrer, várias nações serão aniquiladas, por fim o meu Imaculado Coração triunfará. O Santo Padre consagrar-me-á a Rússia, que se converterá, e será concedido ao mundo algum tempo de paz.

### Terceira parte
O conteúdo da terceira parte do Segredo de Fátima, revelado na aparição de 13 de Julho de 1917 e popularmente conhecido como "Terceiro segredo de Fátima" e que Lúcia dos Santos redigiu em 3 de Janeiro de 1944, é o seguinte:
"Escrevo, em ato de obediência a Vós meu Deus, que me mandais por meio de Sua Excelência Reverendíssima o Sr. Bispo de Leiria, e da Vossa e minha Santíssima Mãe. Depois das duas partes que já expus, vimos ao lado esquerdo de Nossa Senhora, um pouco mais alto, um anjo com uma espada de fogo na mão esquerda. Ao cintilar despedia chamas que pareciam incendiar o mundo. Mas, apagavam-se com o contacto do brilho que da mão direita expedia Nossa Senhora ao seu encontro. O anjo, apontando com a mão direita para a terra, com voz forte dizia: - Penitência, penitência, penitência.
E vimos numa luz imensa, que é Deus, algo semelhante a como se vêem as pessoas no espelho, quando lhe diante passa um bispo vestido de branco. Tivemos o pressentimento de que era o Santo Padre. Vimos vários outros bispos, sacerdotes, religiosos e religiosas subir uma escabrosa montanha, no cimo da qual estava uma grande cruz, de tronco tosco, como se fora de sobreiro como a casca. O Santo Padre, antes de chegar aí, atravessou uma grande cidade, meio em ruínas e meio trémulo, com andar vacilante, acabrunhado de dor e pena. Ia orando pelas almas dos cadáveres que encontrava pelo caminho.
Chegando ao cimo do monte, prostrado, de joelhos, aos pés da cruz, foi morto por um grupo de soldados que lhe disparavam vários tiros e setas e assim mesmo foram morrendo uns após os outros, os bispos, os sacerdotes, religiosos, religiosas e várias pessoas seculares. Cavalheiros e senhoras de várias classes e posições. Sob os dois braços da cruz, estavam dois anjos. Cada um com um regador de cristal nas mãos recolhendo neles o sangue dos mártires e com eles irrigando as almas que se aproximavam de Deus."